# José de Anchieta
José de Anchieta (San Cristóbal de La Laguna, Tenerife, 19 de març de 1534 - Reritiba, Espírito Santo, Brasil, 9 de juny de 1597) va ésser un prevere jesuïta canari, missioner al Brasil i lingüista. És venerat com a Sant per l'Església catòlica.

## Biografia
Nascut a San Cristóbal de La Laguna (Canàries), era un dels dotze fills de Juan López de Anchieta, noble d'ascendència basca molt devot de la Mare de Déu i que havia participat en les revoltes de les comunitats de Castella a Guipúscoa, i de Mencía Díaz de Clavijo y Llarena, canària de família jueva conversa. Als catorze anys va marxar a Coïmbra (Portugal) a estudiar filosofia a la universitat, doncs en venir d'una família d'ascendència jueva, era més fàcil estudiar a Portugal que no pas a Espanya. Ingressà a la Companyia de Jesús en 1551 amb un germà seu.
Manuel da Nóbrega, provincial dels jesuïtes al Brasil, havia demanat missioners per a l'evangelització del país i Anchieta hi va ésser enviat. Anchieta arribà al Brasil el 13 de juny del 1553 i aviat començà a predicar-hi. A l'altiplà de Piratininga, i amb altres jesuïtes, va fundar el Col·legi de Sant Pau, que dirigí i que va ésser l'origen de la ciutat de São Paulo, el 25 de gener de 1554. Va catequitzar i educar els indígenes, i els defensà dels abusos dels colons portuguesos. Va fer de mitjancer entre aquests i els indígenes reunits a la Confederació dels Tamoi, per aconseguir la pau.
Va lluitar contra els francesos establerts a la badia de Guanabara (Rio de Janeiro) i fou company d'Estácio de Sá. En 1566 fou enviat a Bahia per informar el governador de la marxa de la guerra contra els francesos i demanar reforços per defensar Rio de Janeiro. Fou ordenat sacerdot llavors, amb 32 anys. En 1569 va fundar Reritiba (actual Anchieta, a l'estat d'Espírito Santo) i entre 1570 i 1573 va dirigir el col·legi jesuïta de Rio.
El 1577 fou nomenat provincial de la Companyia de Jesús al Brasil, càrrec que ocupà durant deu anys. Retirat a Iritiba, va sortir-ne per dirigir el nou col·legi de Vitória do Espírito Santo. El 1595 va quedar dispensat d'aquesta funció i es retirà a Reritiba, on morí en 1597. Fou sebollit a Vitória.

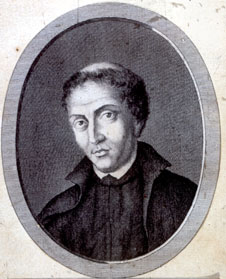
Retrat de José de Anchieta
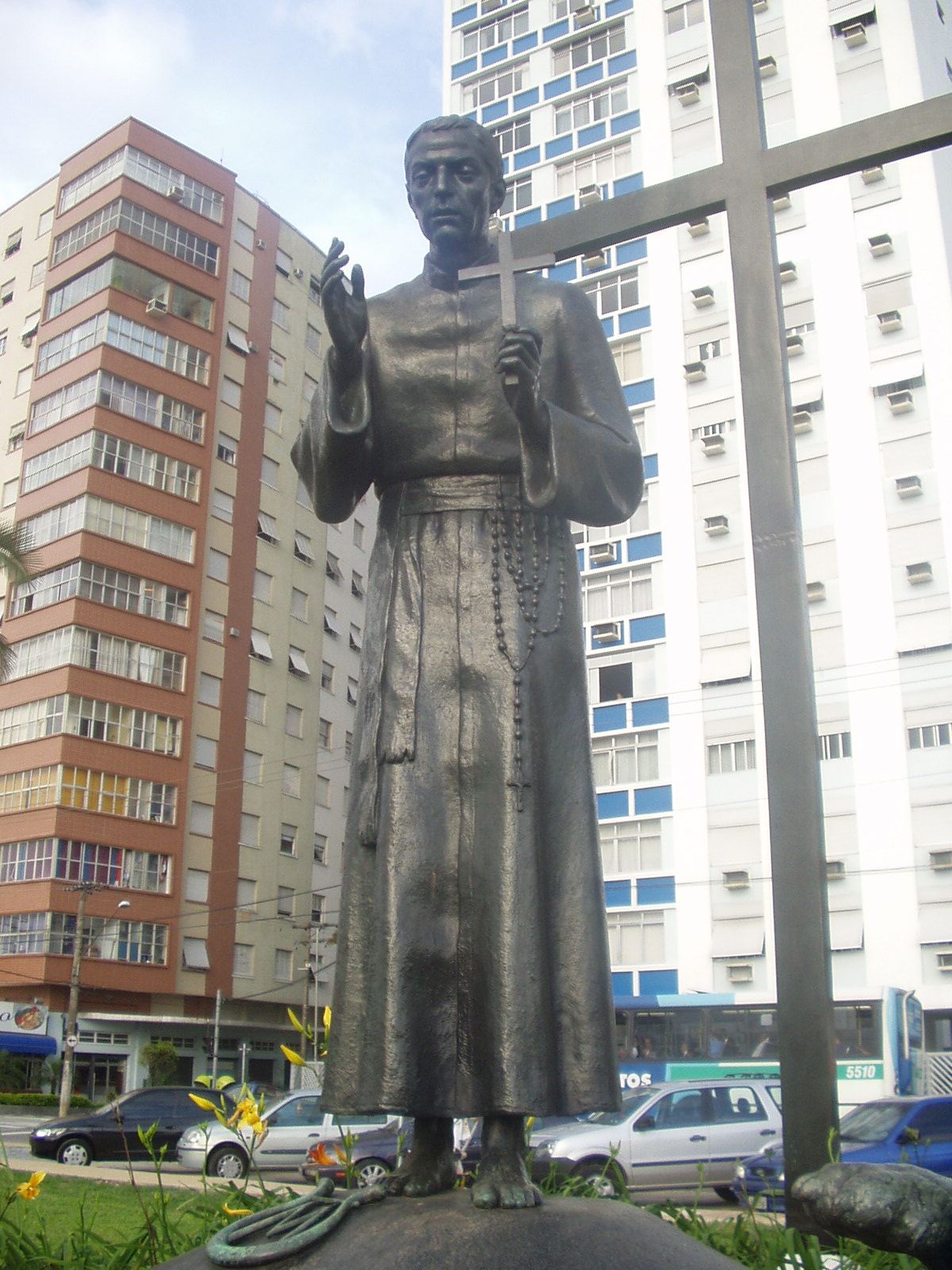
Escultura a Santos (Brasil)
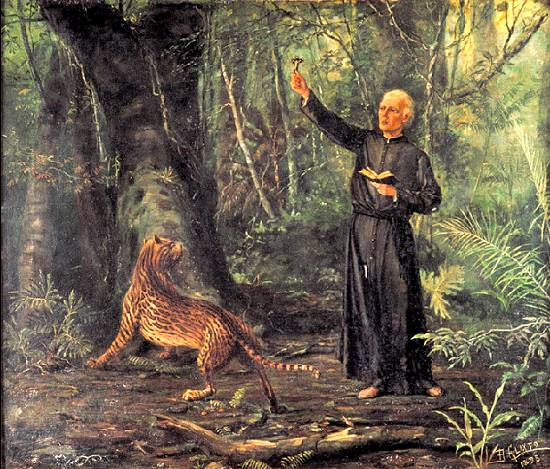
Evangelo nas selvas de Benedito Calixto, 1893 (Pinacoteca do Estado de São Paulo)
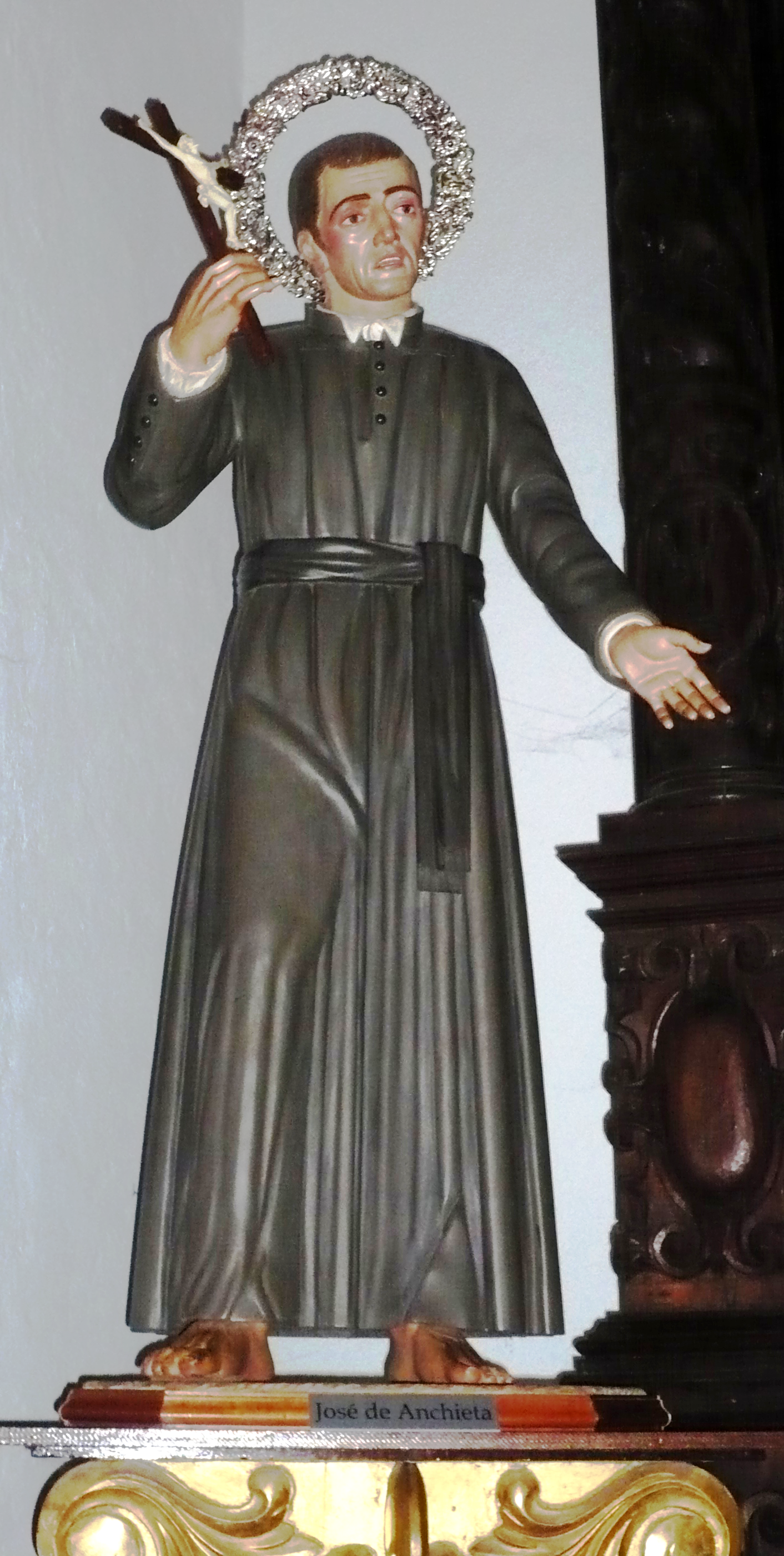
Talla a San Cristóbal de La Laguna a Tenerife (catedral)

## Obres
A banda de la seva obra missionera, va escriure nombroses obres literàries, gramàtiques i històriques, en portuguès, llatí, castellà i tupí. En destaquen De gestis Mendi de Saa ("Fets de Mem de Sá", publicat a Coïmbra el 1563), poema èpic de 2.947 hexàmetres en llatí sobre la guerra contra els francesos a Guanabara, i que va ésser el primer poema èpic de temàtica americana i el primer poema publicat escrit al Brasil. Igualment destacable és l'Arte de grammatica da lingoa mais usada na costa do Brasil ("Art de gramàtica de la llengua més usada a la costa del Brasil"), primera gramàtica de la llengua tupí, publicada a Coïmbra el 1595, primera gramàtica d'una llengua brasilera i la segona d'una llengua ameríndia.
Escrigué també poemes i obres de teatre sacre, com el poema De Beata Virgine Dei Matre Maria, amb 4.172 versos.

## Veneració
El procés de beatificació s'inicià a Bahia el 1617, però no acabà fins al 1980 amb Joan Pau II. L'endarreriment es degué en part a l'oposició i persecució dels jesuïtes pel govern portuguès al segle xviii. Les seves restes eren al col·legi de Sao Tiago de Vitória, fins que van ésser portats a Portugal: el vaixell que els duia, però, naufragà i desaparegueren. Avui, a Vitória, el Palácio Anchieta, antic col·legi jesuïta, guarda un túmul simbòlic, cenotafi del beat.
El Camí d'Anchieta, que recorre en 105 kilòmetres els llocs on habitualment predicava i que el prevere recorria uns dos cops el mes, passant per Reritiba, Vitória, Guarapari, Setiba, Ponta da Fruta i Barra do Jucu, és avui una via de pelegrinatge i turisme.
El Pare Anchieta va ser canonitzat mitjançant una "canonització equivalent" el 3 d'abril de 2014 pel Papa Francesc. L'anunci va ser comunicat en primer lloc a tres sacerdots procedents de les Illes Canàries (terra natal d'Anchieta) que van assistir a la missa del Papa a la seva residència de Santa Marta, els quals ho van comunicar al Bisbe de Tenerife, Bernardo Álvarez Afonso.
És per tant, el segon Sant natiu de les Illes Canàries després Pedro Betancur. José de Anchieta també és considerat com el tercer sant de Brasil, a causa que va realitzar la seva obra missionera en el que actualment és aquest país americà. Anchieta va ser el primer espanyol a ser canonitzat pel Papa Francesc.

## Heroi de la Pàtria
En virtut de la Llei Federal núm. 12284, de 2010, el Congrés Nacional del Brasil va decretar la inscripció de José de Anchieta en el Llibre dels Herois i Heroïnes de la Pàtria, un memorial cenotàfic situat dintre del Panteó de la Pàtria i de la Llibertat Tancredo Neves de Brasília, creat per honorar la memòria de les persones que millor van servir al país en la seva defensa i construcció.